# رساله لالان
رساله لالان، رساله‌ای است از ثقةالاسلام تبریزی، روحانی مشروطه‌خواه که در سال ۱۲۸۷ شمسی به نگارش درآمد و در دفاع از اندیشه مشروطه و تناسب آن با اسلام، برای علمای نجف فرستاده شد. نویسنده در این رساله برداشت‌های خود را از مفاهیمی مانند مشروطه، آزادی بیان و وطن، به صورت روشنی ابراز کرده‌است. نویسنده، این رساله را برای تبیین مفهوم مشروطه برای علمای نجف تدوین کرده و آن را «عریضه مشروطه‌طلبان از زبان مشروطه بی‌زبان» توصیف کرده‌است.

## محتوا
نویسنده در مقدمه، درباره دلایل عقب‌افتادگی ایران نوشته و علت اصلی آن را استبداد معرفی کرده‌است. او در این بخش یکی از پیامدهای استبداد را مسلط شدن دولت‌های خارجی بر ایران عنوان کرده است. او تنها راه حفظ و حراست از اسلام را توسل به مشروطه دانسته‌است. ثقةالاسلام، سپس، با طرح نظرات کسانی که با مستمسک قرار دادن مشروعه، با مشروطه مخالفت می‌کردند، از آنها انتقاد کرده و اطمینان خاطر داده‌است که مشروطه ایرانی قرار نیست بدعتی در دین قرار دهد. او خواسته مشروطه‌خواهان برای آزادی بیان را مترادف با امر به معروف و نهی از منکر انگاشته‌است.